# Bažiny (přírodní rezervace)
Bažiny jsou přírodní rezervace poblíž obce Dobré v okrese Rychnov nad Kněžnou. Zájmová oblast geomorfologicky náleží Sedloňovské vrchovině. Oblast spravuje Agentura ochrany přírody a krajiny ČR. Nařízením Královéhradeckého kraje č. 12/2013 ze dne 18. listopadu 2013 došlo k novému vyhlášení (za zrušení původního vyhlašovacího nařízení Okresního úřadu). Na území přírodní rezervace se nachází evropsky významná lokalita Bažiny.

## Předmět ochrany
Důvodem ochrany je zachování cenných společenstev rašelinných a slatinných luk s kalcitolerantními rašeliníky a vytvoření vhodných podmínek pro existenci stabilní populace mechorostu srpnatky fermežové (Hamatocaulis vernicosus) a dalších zvláště chráněných druhů rostlin, např. prstnatce májového (Dactylorhiza majalis), rosnatky okrouhlolisté (Drosera rotundifolia), bledule jarní (Leucojum vernum) a upolínu evropského (Trollius altissimus).